# Barriera Margherita

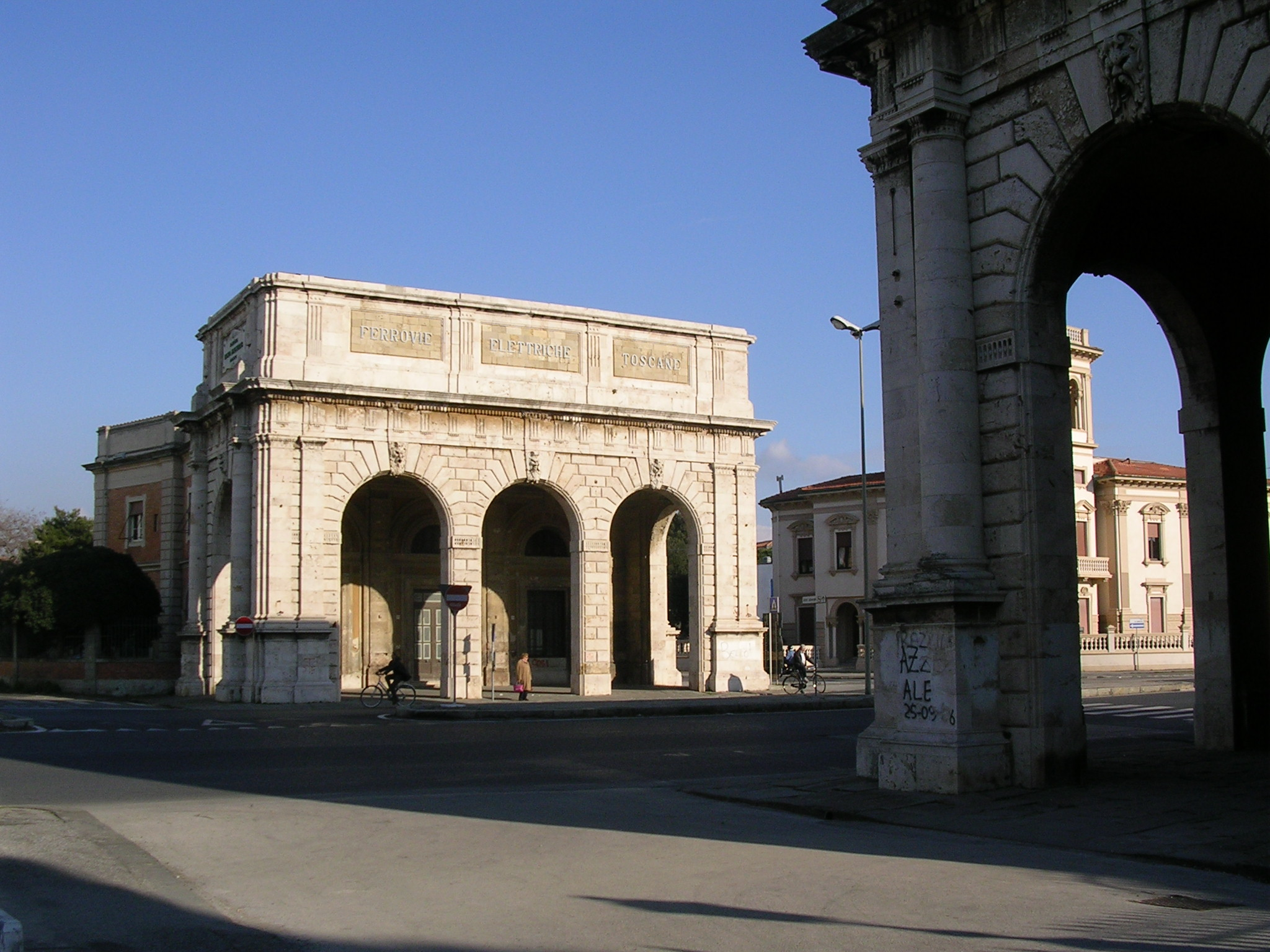
Barriera Margherita

Barriera Margherita è una barriera che originariamente delimitava l'area soggetta a dazio comunale di Livorno.
È situata lungo la passeggiata a mare, tra la chiesa di San Jacopo in Acquaviva e lo Stadio Armando Picchi, in un luogo particolarmente suggestivo, sottolineato dalla presenza dell'ingresso di rappresentanza dell'Accademia navale e dai numerosi villini eclettici risalenti agli anni trenta del Novecento.
Per oltre vent'anni, a partire dagli anni trenta del Novecento, l'edificio di levante della barriera ha ospitato il capolinea della ferrovia Pisa-Tirrenia-Livorno.

## Storia
Nel 1834 il granduca Leopoldo II di Toscana decretò l'ampliamento dell'area del porto franco di Livorno e dette incarico ad Alessandro Manetti di innalzare una nuova cinta doganale, le cui porte e barriere furono progettate da Carlo Reishammer.
Tramontato il porto franco (1868), le Mura Leopoldine restarono a delimitare la zona soggetta dazio comunale, ma, a causa dell'espansione della città, la cinta fu ampliata verso sud (Mura Sabaude) con l'edificazione della nuova Barriera Roma (oggi scomparsa), presso la Cappella di San Michele, e della Barriera Margherita, posta lungo il viale a mare, davanti all'Accademia navale.
La Barriera Margherita fu costruita intorno al 1890 su progetto di Adriano Unis, il cui nome è legato ad alcune opere eseguite in qualità di collaboratore dell'ingegnere comunale Angiolo Badaloni.
Tuttavia, nel 1912 il confine della cinta daziaria fu spostato lungo la ferrovia Livorno-Roma e, tra il 1915 ed il 1920, le mura furono in gran parte demolite per lasciar spazio ad ampi viali di circonvallazione.
Pertanto, il fabbricato orientale di Barriera Margherita fu modificato (ad eccezione della facciata) e destinato ad ospitare il capolinea della ferrovia Pisa-Tirrenia-Livorno (1935); funzione che mantenne fino al 1960, quando la linea fu chiusa.

## Descrizione
La barriera è formata da due corpi di fabbrica sostanzialmente simmetrici, posti ai margini della passeggiata a mare ed un tempo collegati mediante una cancellata.
I due edifici si presentano interamente rivestiti in pietra di Monsummano; i fronti sono schermati da tre arcate a tutto sesto che sostengono un grande attico, mentre sul retro del fabbricato orientale, un tempo capolinea della ferrovia Pisa-Tirrenia-Livorno, si eleva il volume destinato ad ospitare i locali della stessa stazione.